# Centre de Cultura Popular de la Sagrada Família
El Centre de Cultura Popular de la Sagrada Família és una Casa de la Festa del barri de la Sagrada Família de Barcelona. En concret ocupa una antiga fàbrica dedicada a fer paperines per a vendre productes alimentaris a granel del número 16 del passatge de Sant Pau, una petita i tranquil·la artèria per a vianants que neix al carrer Sant Antoni Maria Claret, just davant de l'Hospital de Sant Pau. L'Ajuntament va recuperar-ne l'edifici amb el propòsit de convertir-lo en lloc de trobada i d'assaig de les entitats de cultura popular i tradicional del barri de la Sagrada Família. A la dècada del 2010 hi tenen la seu els Castellers de la Sagrada Família, La Farfolla de la Sagrada Família, els Grallers i tabalers Les Dotze Torres, la Colla de diables Bestialots Espurnats, la Colla gegantera Gegantots i el grup de tabals Els Trastokats.
El Centre de Cultura Popular i Tradicional de la Sagrada Família es va obrir el 2009 en un espai de 195 metres quadrats i compta amb una sala d'assaig -de força altura, perquè puguin aixecar-se els castells d'una de les colles més joves de la ciutat (els Castellers de la Sagrada Família van néixer l'any 2002)-, un altell on hi ha un magatzem i una petita sala de reunions.